# 正八位
正八位（しょうはちい）は、日本の位階における位の一つ。従七位の下、従八位の上に位する。
律令制においては、さらに正八位上と正八位下の二階に分けられた。明治時代初期の太政官制においては上下の別がなくされた。正八位は、神祇官の権少史、太政官の主記などに相当する。
栄典としての位階制が定められた叙位条例（明治20年勅令第10号）、位階令（大正15年勅令第325号）では、最も低い位階の従八位のすぐ上の位階となる。